# Dommage en droit civil français
Cet article concerne le sens juridique du dommage, en droit de la responsabilité. Pour le sens en résistance des matériaux, voir Endommagement.
Le dommage est traditionnellement défini en droit civil français comme l'atteinte à un intérêt patrimonial ou extra-patrimonial d'une personne que l'on appelle victime.
Le préjudice est synonyme de « dommage » dans l'usage commun. Il s'agit des conséquences juridiques d'un dommage subi par une personne physique ou morale dans son intégrité physique, dans ses biens, dans ses sentiments, dans son honneur. Le préjudice est le fait que le dommage fait naître, chez la victime, un droit à réparation. Ainsi, si le dommage correspond à un fait matériel, le préjudice correspond à sa conséquence qui entraîne le droit à réparation et à l'indemnisation.

## Origine du terme et sémantique
Le terme de « dommage », entré dans la langue française au cours du XIe siècle, dérive du latin damnum puis de l'ancien français dam où il évoque alors le châtiment des damnés privés de la présence divine. Son sens a évolué au cours du temps pour désigner aujourd'hui, dans son acception courante, le « préjudice porté à quelqu'un, le dommage causé à une chose ». Le terme est présent, dans le langage juridique, au sein du droit de la responsabilité dont il constitue une condition fondamentale de mise en œuvre. Ainsi, les articles 1240 et suivants mentionnent tous l'existence d'un dommage comme condition essentielle de la condamnation.
Cette notion, « oméga du droit de la responsabilité civile », qui « évite bien des atermoiements et des hésitations par lesquelles l'ordre moral paralyse ou perturbe le droit à indemnisation », tend à former pour la jurisprudence et la très grande majorité de la doctrine un synonyme avec le terme de préjudice. Certains auteurs proposent néanmoins une distinction entre ces deux notions,,,,tandis que d'autres s'y opposent. Le dommage serait ainsi défini comme l'atteinte portée à la victime et le préjudice comme les conséquences juridiques de cette atteinte. Cette approche se veut fidèle au Droit romain où, dans la lex aquilia, lorsqu'un damnum injuria datum était commis, seule pouvait être réparée la perte de la chose détruite (damnum) « d'après la plus haute valeur de la chose dans l'année précédant le délit ». Ses partisans y voient l'idée que le droit romain, qui a défini plus tard sous le Haut-Empire la notion de préjudice, l'a fait par opposition à celle de dommage.

## Notion de dommage en droit français
Le dommage est l'atteinte à l'intérêt patrimonial ou extra-patrimonial d'une personne physique ou morale (la victime). La victime peut être « immédiate », c'est-à-dire lorsqu'elle subit le préjudice de façon immédiate. Elle peut être également « par ricochet », c'est-à-dire lorsqu'elle subit le préjudice de façon médiate, donc par l'intermédiaire de la victime d'un préjudice. Il existerait trois types de dommages : le dommage corporel, le dommage matériel et le dommage moral. Mais parce que cette présentation n'est qu'une construction juridique qui s'avère être de moins en moins adaptée à la réalité qu'elle entend régir, certains auteurs s'appuient sur l'aspect juridique et nécessairement artificiel de la notion pour la faire évoluer et proposer ainsi une conception différente. En 2016, la loi pour la reconquête de la biodiversité, de la nature et des paysages a introduit un quatrième type de dommage : le dommage écologique.
En vertu de l'adage “Nemo ex alterius facto praegravari debet », on sait que le principe de la réparation intégrale du préjudice induit que tout le préjudice doit être réparé. Il s’agit d’une application de l’ancien article 1149 du code civil devenu à droit constant le nouvel article 1231-2 : « Les dommages et intérêts dus au créancier sont, en général, de la perte qu'il a faite et du gain dont il a été privé, sauf les exceptions et modifications ci-après. »

## Types de dommages

### Dommage corporel
Il s'agit d'une atteinte à l'intégrité physique d'une personne, aussi qualifiée de préjudice physiologique ou fonctionnel (amputation d'un membre, etc.). La réparation est alors fixée en fonction du taux d'incapacité.
Celle-là se réfère à l'impossibilité d'effectuer certaines activités, la privation totale ou partielle, provisoire ou définitive des plaisirs de la vie et des joies de l'existence (par exemple impossibilité de pratiquer un sport, une activité artistique, perte du goût, trouble de la vie sexuelle) mais également le préjudice d'esthétique consistant dans la persistance d'une disgrâce permanente chez la victime (cicatrices, enlaidissement). Le dommage corporel peut aussi emporter un préjudice économique (par exemple des pertes de salaires résultant de l'incapacité de travailler après l'accident, frais médicaux, frais d'appareillages, etc).
En droit du dommage corporel, il convient de distinguer entre le dommage d’une part, qui est une atteinte à l’intégrité physique ou psychique de la personne, et le préjudice réparable d’autre part, qui relève d’une atteinte aux droits subjectifs de la personne, qu’ils soient patrimoniaux ou personnels.

### Dommage matériel
Il s'agit d'une atteinte au patrimoine de la victime. En d'autres termes ce sont ceux qui, consécutifs à une atteinte aux biens d'une personne, consistent en la lésion d'intérêts de nature économique. Le préjudice matériel ouvre droit à une indemnisation dont la valeur est appréciée souverainement par les juges du fond en fonction du principe de la réparation intégrale du préjudice. Cette indemnisation se déploie dans deux directions : la perte subie (damnum emergens) et le gain manqué (lucrum cessans).

### Dommage moral
Même si les préjudices donnent lieu à une réparation pécuniaire ayant vocation à entrer dans le patrimoine de la victime, certains ne lèsent que des intérêts de nature extrapatrimoniale, raison pour laquelle on les qualifie souvent de préjudices moraux. Ces préjudices moraux, comme l'atteinte à l'honneur, à la réputation et au crédit de la personne méritent d'être réparés, que la victime soit une personne physique ou morale. Cependant pendant très longtemps, la jurisprudence a refusé de réparer le préjudice moral étant donné la difficulté d'appréciation et le principe selon lequel « les larmes ne se monnaient pas ».
Certains préjudices moraux sont particuliers à la personne physique, en effet c'est le cas du pretium doloris (le prix de la douleur). La liste, non exhaustive et indéterminée, inclut notamment :
- les souffrances physiques endurées par la victime d'un dommage corporel ;
- le préjudice d'affection[17] lié à la souffrance morale causée par le décès d'un proche, voire par la perte d'un animal ;
- le préjudice sexuel ;
- le préjudice esthétique ;
- et plus largement le préjudice d'agrément (que la jurisprudence définit comme la perte ou la diminution de la pratique d'une activité par rapport à la pratique faite avant la survenue de l'accident)

Par exemple, en 2008, une instance d'arbitrage nommée par Christine Lagarde a condamné une banque publique à verser à Bernard Tapie une indemnisation de 45 millions d'euros (405 millions avec intérêts) au titre de « préjudice moral » causé avec ses affaires.

### Dommage écologique
La loi du 8 août 2016 pour la reconquête de la biodiversité, de la nature et des paysages a introduit dans le Code civil la notion de préjudice écologique, qui constitue donc un quatrième type de dommage. Ce préjudice environnemental est évoqué dans les articles 1246 à 1252 du Code civil, le premier stipulant que toute personne responsable d’un préjudice écologique est tenue de le réparer. Le préjudice écologique y est défini comme une atteinte non négligeable aux éléments ou aux fonctions des écosystèmes ou aux bénéfices collectifs tirés par l’homme de l’environnement. La réparation de ce préjudice doit se faire en priorité en nature, et quand et si cela n’est pas possible, des dommages et intérêts peuvent être réclamés.

### Dommages et intérêts exemplaires ou punitifs
Cette notion n'existe actuellement pas en droit français en Francemême si les dommages et intérêts peuvent y atteindre des montants importants. Elle existerait par contre en droit québécois, droit civil d'origine française. Son usage est attesté dans plusieurs systèmes de common law, notamment aux États-Unis (punitive damages). Dans tous les cas, ces dommages visent notamment à dissuader le responsable du préjudice de s'engager de nouveau dans des actes menant à de tels dommages. Aux États-Unis, c'est le jury qui fixe la somme due, laquelle est accordée à la victime bien que le dommage se réfère à la société, par la notion de dissuasion.

## Caractères du dommage réparable

### Le dommage doit être certain
Pour être réparable, le dommage doit être certain. D'où la nécessité qu'existe une véritable lésion subie par la victime, laquelle doit pouvoir démontrer qu'elle a éprouvé une perte ou une dégradation par rapport à un état antérieur.
L'exigence d'un dommage certain signifie surtout qu'il ne peut y avoir de responsabilité que si l'on a la certitude que le dommage s'est déjà réalisé (préjudice actuel) ou se réalisera (préjudice futur).
- Le dommage certain s'oppose ainsi au dommage éventuel, trop hypothétique pour être réparé. La victime doit rapporter la preuve de la matérialité et l'effectivité du préjudice. selon les juges du fond, la simple exposition à un risque ne constitue pas un dommage certain, il ne peut donc être indemnisé.
- Au contraire, le dommage futur est réparable. Le préjudice, bien que futur, peut être réparé par l'allocation de dommages-intérêts à la victime si ce dernier est le prolongement certain et direct de l'état actuel.
- La perte de chance est aussi un dommage réparable. C'est la disparition par le fait du défendeur d'une éventualité favorable qui devait se produire dans un avenir proche et qui n'a pas pu être tentée (c'est l'exemple de l'avocat qui n'a pas fait appel dans le délai requis, et qui a fait perdre à son client la chance de gagner).

### Le dommage doit être la conséquence directe du fait générateur de responsabilité
Pour que le préjudice soit réparable, il doit découler du fait générateur de responsabilité. Le problème se pose quant à savoir jusqu'où peut-on remonter dans les causes du phénomène. Ainsi, deux théories se dégagent de cette problématique :
- la théorie de la causalité adéquate : on ne retient comme cause du dommage, parmi tous les évènements qui ont concouru à sa réalisation, celui qui l'a rendu le plus probable.
- la théorie de l'équivalence des conditions : tout événement ayant concouru de près ou de loin à la réalisation du dommage en est réputé être la cause.

Sous couvert de leur pouvoir souverain d'appréciation, les juges font plutôt application de la théorie de la causalité de l'équivalence des conditions.

### Le dommage doit porter atteinte à un intérêt légitimement protégé
L'atteinte à un intérêt légitime suffit; l'absence d'atteinte a un droit n'exclut pas la réparation du dommage.
Le dommage doit présenter un caractère licite, c'est-à-dire que l'intérêt lésé doit être légitime.
Il s'agit de l'application de l'article 31 du code de procédure civile :
L'action est ouverte à tous ceux qui ont un intérêt légitime au succès ou au rejet d'une prétention, sous réserve des cas dans lesquels la loi attribue le droit d'agir aux seules personnes qu'elle qualifie pour élever ou combattre une prétention, ou pour défendre un intérêt déterminé.
Il s'agit également de l'application de la jurisprudence en son fameux arrêt Perruche.
La condition de la licéité du dommage a longtemps été opposée à une victime particulière, la concubine, victime par ricochet de la mort accidentelle de son compagnon. Cependant, aujourd'hui cette réparation a été admise, y compris en cas de concubinage adultérin. Mais la condition de légitimité du préjudice n'a pas disparu pour autant. Ainsi, une victime ne peut obtenir la réparation de la perte de ses rémunérations que si celles-ci sont licites (déclarées).

## La réparation du dommage
En matière de responsabilité délictuelle, on dédommage l'ensemble du préjudice, tandis qu'en responsabilité contractuelle, seulement ce que stipulait le contrat.
L'article 1231-3 du code civil prévoit que seule la réparation du dommage prévisible au jour de la conclusion du contrat est possible. De plus cet article précise que si l'inexécution du contrat est dû à une faute lourde ou dolosive de la part du débiteur, alors c'est l'intégralité du préjudice qui sera réparé.